# Twierdzenie Talesa

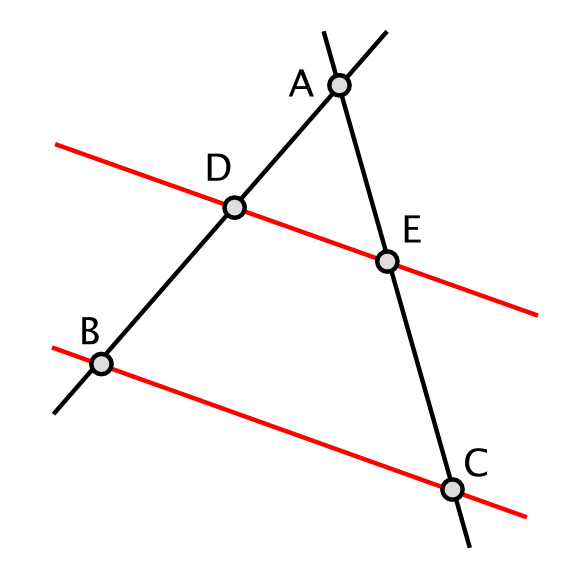
Proste równoległe przecinają ramiona kąta

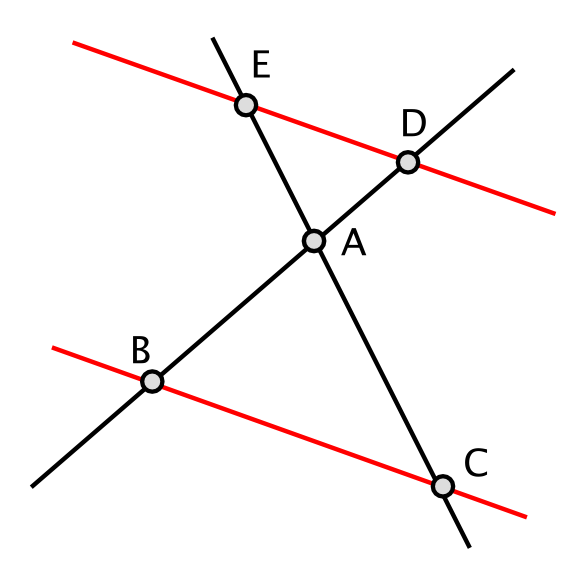
Proste równoległe przecinają ramiona kątów wierzchołkowych

Twierdzenie Talesa – twierdzenie geometrii euklidesowej, konkretniej planimetrii, obowiązujące też w geometrii afinicznej. Dotyczy ono stosunków długości odcinków utworzonych przez cztery proste, z których dwie są do siebie równoległe, a pozostałe dwie – nie.
Tradycja przypisuje jego sformułowanie Talesowi z Miletu.

## Twierdzenie

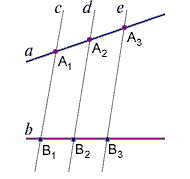

Jeżeli ramiona kąta przetniemy dwiema prostymi równoległymi nieprzechodzącymi przez wierzchołek kąta, to odpowiednie odcinki wyznaczone przez te proste na jednym ramieniu kąta są proporcjonalne do odpowiednich odcinków wyznaczonych przez te proste na drugim ramieniu kąta.
Przy oznaczeniach na rysunku obok.
Jeśli {\displaystyle BC\parallel DE,\quad A\notin BC,\;A\notin DE,}
to zachodzi każda z trzech równości:
{\displaystyle {\frac {|AE|}{|EC|}}={\frac {|AD|}{|DB|}},\quad {\frac {|AE|}{|AC|}}={\frac {|AD|}{|AB|}},\quad {\frac {|AC|}{|EC|}}={\frac {|AB|}{|DB|}}}.
Trzy równości można połączyć w jedną potrójną równość:
{\displaystyle {\frac {|AD|}{|AE|}}={\frac {|DB|}{|EC|}}={\frac {|AB|}{|AC|}}}
Uwaga 1.
Twierdzenie zachodzi również, jeśli proste równoległe przecinają ramiona kątów wzajemnie wierzchołkowych.
Uwaga 2.
Twierdzenie może być sformułowane bez użycia pojęcia kąta:
Jeśli wiązka prostych parami równoległych przecina dwie nierównoległe do siebie proste {\displaystyle a,b,} to odpowiednie odcinki wyznaczone przez tę wiązkę na prostej {\displaystyle a} są proporcjonalne do odpowiednich odcinków wyznaczonych przez tę wiązkę na prostej {\displaystyle b.}
lub jeszcze ogólniej
Rzutowanie równoległe zachowuje proporcje długości na prostych, tzn. stosunek długości odcinków współliniowych jest niezmiennikiem rzutowania równoległego.

### Twierdzenie odwrotne
Zachodzi również następujące twierdzenie odwrotne.
Jeśli ramiona kąta o wierzchołku {\displaystyle A} przecięte są dwiema prostymi {\displaystyle BC,DE,} przy czym punkty {\displaystyle B,D} należą do jednego ramienia kąta, punkty {\displaystyle C,E} do drugiego oraz:
{\displaystyle {\frac {|AE|}{|AC|}}={\frac {|AD|}{|AB|}},}
to {\displaystyle BC\parallel DE,} tzn. proste {\displaystyle BC,DE} są równoległe.
Uwaga
Gdyby warunek w założeniu zastąpić np. następującym:
{\displaystyle {\frac {|AE|}{|EC|}}={\frac {|AD|}{|DB|}},}
to założenia należałoby uzupełnić o informacje o uporządkowaniu punktów, np.
punkt {\displaystyle D} leży między punktami {\displaystyle A,B;} punkt {\displaystyle E} leży między punktami {\displaystyle A,C.}

## Dowody

### Dowód na gruncie geometrii syntetycznej
(szkic)
twierdzenie Talesa można dowieść korzystając z przejścia granicznego i dobrze określonej miary (np. Lebesgue’a na płaszczyźnie): stosunkowo łatwy jest dowód, gdy {\displaystyle {\frac {|AD|}{|DB|}}={\frac {|AE|}{|EC|}}=1,} podobnie gdy podzieli się odcinki w stosunku wymiernym, przypadek niewymierny dowodzi się przez przybliżenia za pomocą przejścia granicznego.

### Dowód na gruncie geometrii afinicznej
Niech wektory {\displaystyle {\overrightarrow {AB}},\;{\overrightarrow {AC}}} będą liniowo niezależne i niech dla pewnych {\displaystyle k,l\neq 0\;\;\;D=A+k\cdot {\overrightarrow {AB}},\;\;E=A+l\cdot {\overrightarrow {AC}},} tzn. {\displaystyle {\overrightarrow {AD}}=k\cdot {\overrightarrow {AB}},\;{\overrightarrow {AE}}=l\cdot {\overrightarrow {AC}}.}
Jeśli {\displaystyle {\overrightarrow {BC}}\parallel {\overrightarrow {DE}},} czyli {\displaystyle s\cdot {\overrightarrow {BC}}={\overrightarrow {DE}},} dla pewnego {\displaystyle s\neq 0,} to
{\displaystyle s\cdot \left({\overrightarrow {AC}}-{\overrightarrow {AB}}\right)=s\cdot \left({\overrightarrow {BA}}+{\overrightarrow {AC}}\right)=s\cdot {\overrightarrow {BC}}={\overrightarrow {DE}}={\overrightarrow {DA}}+{\overrightarrow {AE}}={\overrightarrow {AE}}-{\overrightarrow {AD}}=k\cdot {\overrightarrow {AC}}-l\cdot {\overrightarrow {AB}}}
Przyrównując skrajne wyrażenia, redukując i porządkując:
{\displaystyle (s-k)\cdot {\overrightarrow {AC}}+(l-s)\cdot {\overrightarrow {AB}}=0}
Ponieważ {\displaystyle {\overrightarrow {AB}},\;{\overrightarrow {AC}}} są liniowo niezależne, więc {\displaystyle s=k,\;s=l\quad {},} czyli {\displaystyle k=l.} Stąd
{\displaystyle {\tfrac {\left|{\overrightarrow {AD}}\right|}{\left|{\overrightarrow {AE}}\right|}}={\tfrac {\left|k\cdot {\overrightarrow {AB}}\right|}{\left|l\cdot {\overrightarrow {AC}}\right|}}={\tfrac {\left|{\overrightarrow {AB}}\right|}{\left|{\overrightarrow {AC}}\right|}}.}
Odwrotnie, jeśli {\displaystyle k=l,} czyli {\displaystyle {\tfrac {\left|{\overrightarrow {AD}}\right|}{\left|{\overrightarrow {AE}}\right|}}={\tfrac {\left|k\cdot {\overrightarrow {AB}}\right|}{\left|k\cdot {\overrightarrow {AC}}\right|}}={\tfrac {\left|{\overrightarrow {AB}}\right|}{\left|{\overrightarrow {AC}}\right|}},} to
{\displaystyle {\overrightarrow {DE}}={\overrightarrow {DA}}+{\overrightarrow {AE}}={\overrightarrow {AE}}-{\overrightarrow {AD}}=k\cdot {\overrightarrow {AC}}-k\cdot {\overrightarrow {AB}}=k\cdot \left({\overrightarrow {AC}}-{\overrightarrow {AB}}\right)=k\cdot \left({\overrightarrow {BA}}+{\overrightarrow {AC}}\right)=k\cdot \left({\overrightarrow {BC}}\right)}
Stąd
{\displaystyle {\overrightarrow {BC}}\parallel {\overrightarrow {DE}}.}

### DowódEuklidesa

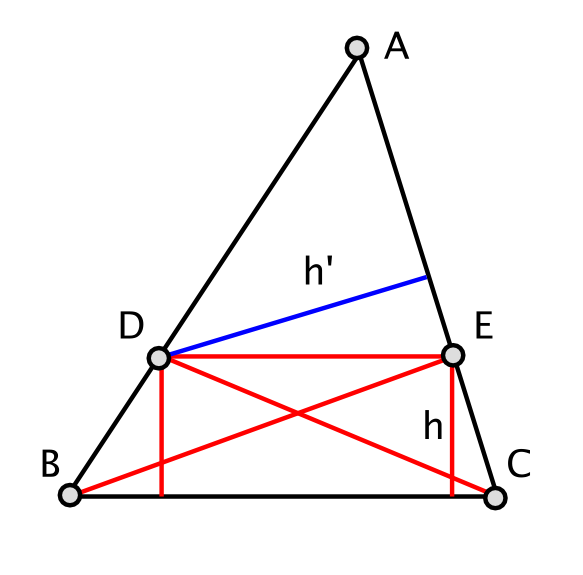
Ilustracja dowodu Euklidesa

Najstarszy zachowany dowód twierdzenia Talesa zamieszczony jest w VI. księdze Elementów Euklidesa.
Dowód oparty jest na dwóch lematach:
1. Jeśli dwa trójkąty mają równe wysokości, to stosunek ich pól jest równy stosunkowi długości ich podstaw.
2. Jeśli dwa trójkąty mają wspólną podstawę i równe wysokości, to ich pola są równe.

Dowód
Niech {\displaystyle [ABC]} oznacza pole powierzchni trójkąta {\displaystyle ABC.}
Trójkąty {\displaystyle CED} i {\displaystyle EAD} mają wspólną wysokość {\displaystyle h',} więc na mocy lematu 1.:
{\displaystyle {\frac {|CE|}{|EA|}}={\frac {[CED]}{[EAD]}}.}
Dodatkowo trójkąty {\displaystyle CED} i {\displaystyle BDE} mają wspólną podstawę {\displaystyle ED} i równe wysokości {\displaystyle h,} dlatego na mocy lematu 2:
{\displaystyle [CED]=[BDE],} stąd {\displaystyle {\frac {[CED]}{[EAD]}}={\frac {[BDE]}{[EAD]}}.}
Trójkąty {\displaystyle BDE} i {\displaystyle EAD} mają wspólną wysokość, więc zgodnie z lematem 1:
{\displaystyle {\frac {[BDE]}{[EAD]}}={\frac {|BD|}{|DA|}}.}
Przyrównując do siebie te równości otrzymuje się
{\displaystyle {\frac {|CE|}{|EA|}}={\frac {[CED]}{[EAD]}}={\frac {[BDE]}{[EAD]}}={\frac {|BD|}{|DA|}},}
co kończy dowód.
Uwaga
W powyższym rozumowaniu korzysta się z faktu, iż pole trójkąta liczone dla jednego boku jako podstawy i opuszczonej na niego wysokości jest równe polu liczonemu dla innego boku jako podstawy i opuszczonej na ten bok wysokości. Jest to dość silna własność funkcji pola (wyżej korzysta się z niej w drugim zdaniu dowodu), jednak nie jest ona niezbędna do dowiedzenia twierdzenia Talesa i w szkolnej matematyce cicho się ją zakłada. Notabene własność tę można udowodnić właśnie z twierdzenia Talesa. To prowadzi do błędnego koła.

## Wniosek
Przy oznaczeniach na rysunku obok.
Jeśli {\displaystyle BC\parallel DE,\quad A\notin BC,\;a\notin DE,}
to zachodzi każda z dwóch równości:
{\displaystyle {\frac {|AE|}{|AC|}}={\frac {|DE|}{|BC|}},\quad {\frac {|AD|}{|AB|}}={\frac {|DE|}{|BC|}}.}

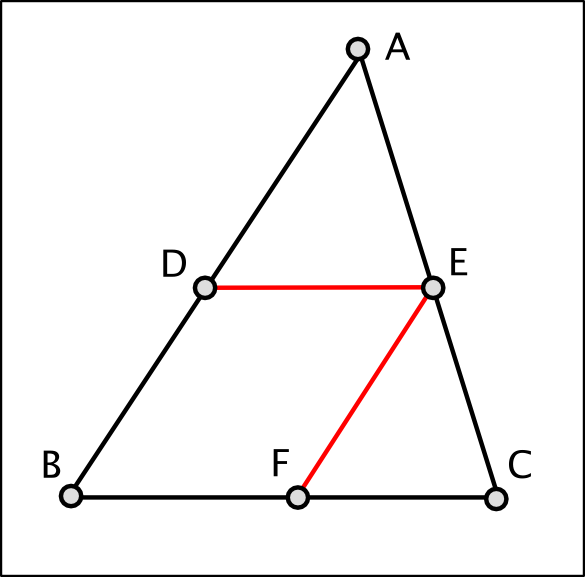
proste równoległe przecinają ramiona kąta

Dwie równości można połączyć w jedną potrójną równość:
{\displaystyle {\frac {|AE|}{|AC|}}={\frac {|AD|}{|AB|}}={\frac {|DE|}{|BC|}}.}

## Zastosowania

### Podział odcinka w danym stosunku
Poniższa konstrukcja była podstawą greckiej arytmetyki – pozwalała mnożyć i dzielić odcinki, utożsamiane przez Greków z liczbami.
ZadanieDane są dwa odcinki o długościach {\displaystyle a} i {\displaystyle b.} Dany odcinek {\displaystyle AB} podziel w stosunku {\displaystyle a:b.}
RozwiązanieZ punktu {\displaystyle A} należy poprowadzić dwie niewspółliniowe półproste. Na jednej z nich odkładamy kolejno długości {\displaystyle a} i {\displaystyle b,} a na drugiej odcinek {\displaystyle AB.} Prowadzimy prostą przez punkt leżący w odległości {\displaystyle a+b} na pierwszej półprostej oraz punkt {\displaystyle B} leżący na drugiej, a następnie prostą do niej równoległą przechodzącą przez punkt leżący na drugiej półprostej w odległości {\displaystyle a} od punktu {\displaystyle A,} która wyznacza na prostej {\displaystyle AB} punkt {\displaystyle P.} Punkt ten dzieli odcinek {\displaystyle AB} w stosunku {\displaystyle a:b,} gdyż z twierdzenia Talesa wynika, że {\displaystyle {\frac {|AP|}{|PB|}}={\frac {a}{b}}.}